# Callum Styles
Callum John Styles (Bury, Inglaterra, 28 de marzo de 2000) es un futbolista inglés naturalizado húngaro que juega de centrocampista en el West Bromwich Albion F. C. de la EFL Championship.

## Trayectoria
Se formó en la academia del Burnley F. C., pero no consiguió un contrato profesional y quedó libre a los 16 años.

### Bury F. C.
Se incorporó al Bury F. C. y debutó en el equipo profesional en su último partido de la temporada contra el Southend United F. C. el 8 de mayo de 2016. Entró en el minuto 75 sustituyendo a Anthony Dudley en la victoria del equipo por 3-2. Al debutar, se convirtió en el primer jugador nacido en el nuevo milenio en hacer una aparición en la English Football League. Al Bury se le descontaron tres puntos después de que se descubriera que Styles no estaba debidamente registrado cuando debutó.
Firmó un contrato profesional con el Bury el 21 de febrero de 2017, firmando un acuerdo de dos años y medio.

### Barnsley F. C.
El 6 de agosto de 2018 firmó por el Barnsley F. C. por 500,000 libras, firmando un contrato de cuatro años, aunque regresó al Bury en calidad de cedido hasta la ventana de transferencia de enero. Disputó 21 partidos en todas las competiciones con el Bury antes de regresar a su club de origen.
Debutó con el Barnsley el 9 de marzo de 2019 como suplente ante el Accrington Stanley F. C., en sustitución de Mamadou Thiam. Marcó su primer gol con los Tykes, anotando a domicilio en el campo del Brentford en la última jornada de la siguiente temporada, ayudando al conjunto de Yorkshire a conservar la categoría en la Championship.

#### Cesiones
El 1 de septiembre de 2022 firmó un nuevo contrato con el Barnsley hasta 2025 antes de incorporarse al Millwall F. C. en calidad de cedido por una temporada. La siguiente regresó a Barnsley, aunque a mitad de la misma volvió a ser prestado, esta vez al Sunderland A. F. C.

## Selección nacional
Aunque nació en Inglaterra, también es elegible para jugar para las selecciones de Ucrania y Hungría a través de sus abuelos. El 14 de marzo de 2022 fue incluido en la lista de Hungría para los partidos contra Serbia e Irlanda del Norte. El 24 de marzo de 2022 debutó en la selección húngara contra Serbia en el Puskás Aréna. Entró al campo como sustituto de Zsolt Nagy en el minuto 70.

### Participaciones en Eurocopas
| Copa          | Sede     | Resultado    | Partidos | Goles |
| ------------- | -------- | ------------ | -------- | ----- |
| Eurocopa 2024 | Alemania | Primera fase | 1        | 0     |

## Vida personal
En una entrevista con la BBC, declaró que en 2020 había descubierto que su abuela era húngara. Poya Asbaghi, exentrenador del Barnsley F. C., dijo en una entrevista que es un gran honor para Styles representar a Hungría.

## Estadísticas

### Clubes
Actualizado al último partido disputado el 4 de mayo de 2024.
| Club                           | Div.          | Temporada     | Liga  | Liga  | Copas nacionales | Copas nacionales | Copas internacionales | Copas internacionales | Total | Total |
| Club                           | Div.          | Temporada     | Part. | Goles | Part.            | Goles            | Part.                 | Goles                 | Part. | Goles |
| ------------------------------ | ------------- | ------------- | ----- | ----- | ---------------- | ---------------- | --------------------- | --------------------- | ----- | ----- |
| Bury F. C. Inglaterra          | 3.ª           | 2015-16       | 1     | 0     | 0                | 0                | ―                     | ―                     | 1     | 0     |
| Bury F. C. Inglaterra          | 3.ª           | 2016-17       | 13    | 0     | 0                | 0                | ―                     | ―                     | 13    | 0     |
| Bury F. C. Inglaterra          | 3.ª           | 2017-18       | 11    | 0     | 1                | 0                | ―                     | ―                     | 12    | 0     |
| Bury F. C. Inglaterra          | 4.ª           | 2018-19       | 16    | 0     | 5                | 0                | ―                     | ―                     | 21    | 0     |
| Bury F. C. Inglaterra          | Total club    | Total club    | 41    | 0     | 6                | 0                | 0                     | 0                     | 47    | 0     |
| Barnsley F. C. Inglaterra      | 3.ª           | 2018-19       | 7     | 0     | 0                | 0                | ―                     | ―                     | 7     | 0     |
| Barnsley F. C. Inglaterra      | 2.ª           | 2019-20       | 17    | 1     | 1                | 0                | ―                     | ―                     | 18    | 1     |
| Barnsley F. C. Inglaterra      | 2.ª           | 2020-21       | 44    | 4     | 6                | 1                | ―                     | ―                     | 50    | 5     |
| Barnsley F. C. Inglaterra      | 2.ª           | 2021-22       | 43    | 3     | 3                | 0                | ―                     | ―                     | 46    | 3     |
| Barnsley F. C. Inglaterra      | 3.ª           | 2022-23       | 6     | 1     | 2                | 0                | ―                     | ―                     | 8     | 1     |
| Millwall F. C. Inglaterra      | 2.ª           | 2022-23       | 22    | 1     | ―                | ―                | ―                     | ―                     | 22    | 1     |
| Millwall F. C. Inglaterra      | Total club    | Total club    | 22    | 1     | 0                | 0                | 0                     | 0                     | 22    | 1     |
| Barnsley F. C. Inglaterra      | 3.ª           | 2023-24       | 20    | 3     | 2                | 0                | ―                     | ―                     | 22    | 3     |
| Barnsley F. C. Inglaterra      | Total club    | Total club    | 137   | 12    | 14               | 1                | 0                     | 0                     | 151   | 13    |
| Sunderland A. F. C. Inglaterra | 2.ª           | 2023-24       | 12    | 0     | 0                | 0                | ―                     | ―                     | 12    | 0     |
| Sunderland A. F. C. Inglaterra | Total club    | Total club    | 12    | 0     | 0                | 0                | 0                     | 0                     | 12    | 0     |
| Total carrera                  | Total carrera | Total carrera | 212   | 13    | 20               | 1                | 0                     | 0                     | 232   | 14    |